# 森田美弥子
森田 美弥子（もりた みやこ）は、日本の心理学者・臨床心理士。名古屋大学名誉教授。元日本ロールシャッハ学会会長。

## 人物・経歴
1971年北海道帯広柏葉高等学校卒業。1975年国際基督教大学教養学部教育学科教育心理学専攻卒業。1977年名古屋大学大学院教育学研究科教育心理学専攻修士課程修了、教育学修士。1987年名古屋大学大学院教育学研究科教育心理学専攻博士後期課程単位取得満期退学、名古屋大学大学院教育学研究科研究生。臨床心理士、公認心理師。名古屋大学医療技術短期大学部基礎教育科助教授、名古屋大学教育学部人間発達科学科助教授、名古屋大学大学院教育発達科学研究科教授を経て、名古屋大学名誉教授、中部大学人文学部心理学科教授。2000年愛知県臨床心理士会会長。2012年日本ロールシャッハ学会会長、日本心理臨床学会理事。2015年東海心理学会会長。2016年日本学校メンタルヘルス学会評議員。

## 著作

### 著書
- 『実践ロールシャッハ法 : 思考・言語カテゴリーの臨床的適用』（髙橋靖恵, 高橋昇, 杉村和美, 中原睦美と共著）ナカニシヤ出版 2010年
- 『災害に備える心理教育 : 今日からはじめる心の減災』（窪田由紀, 松本真理子, 名古屋大学こころの減災研究会と共編著）ミネルヴァ書房 2016年
- 『こころの危機への心理学的アプローチ : 個人・コミュニティ・社会の観点から』（河野荘子, 金子一史, 清河幸子と共編著）金剛出版 2019年
- 『心理的アセスメント』（永田雅子と共編著）放送大学教育振興会 2020年

### 編書
- 『臨床実践の知 : 実践してきたこの私』（田畑治, 金井篤子と共編）ナカニシヤ出版 2003年
- 『21世紀の心理臨床』（川瀬正裕, 金井篤子と共編）ナカニシヤ出版 2003年
- 『臨床心理学入門事典』（大熊保彦, 土沼雅子, 橋本泰子, 長谷川啓三と共編）至文堂 2005年
- 『臨床心理査定研究セミナー』至文堂 2007年
- 『児童・青年期臨床に活きるロールシャッハ法』（松本真理子, 小川俊樹と共編）金子書房 2013年
- 『臨床心理学実践の基礎』（金子一史と共編）ナカニシヤ出版 2014年
- 『ロールシャッハ法の豊かな多様性を臨床に生かす : 1症例をめぐってのさまざまなアプローチから』（氏原寛と共編）金子書房 2017年
- 『心理アセスメント : 心理検査のミニマム・エッセンス』（松本真理子と共編）ナカニシヤ出版 2018年
- 『医療心理臨床実践 : 「こころ」と「からだ」「いのち」を支える』（金子一史と共編）ナカニシヤ出版 2021年

### 監修
- 『子どものロールシャッハ反応 : 形態水準と反応内容』金剛出版 2009年